# Вулиці Миронівки
Ву́лиці Миро́нівки — список урбанонімів (вулиць, провулків, проспектів, проїздів, скверів тощо) міста Миронівка, Київської області. Станом на 2018 рік у Миронівці нараховується понад 70 вулиць, а також 15 провулків та 1 проїзд.
У списку вулиці подані за абеткою. Назви вулиць на честь людей відсортовані за прізвищем і подаються у форматі Прізвище Ім'я і/або Посада. Назви вулиць на честь державних свят, ювілейних дат відсортовані у зростаючому порядку і подаються у форматі
Число/дата і/або місяць/свято. Якщо вулиця названа за цілісним псевдонімом або прізвиськом, то сортування відбувається за першої літерою псевдоніма або імені, тобто Лесі Українки — на літеру Л, Марка Вовчка, Марка Черемшини — на М, Олени Пчілки — на О, Панаса Мирного — на П, Шолом-Алейхема — на Ш тощо.
Курсивом позначені зниклі вулиці.
Колір фону у списку залежить від типу урбаноніма.
| Назва за абеткою         | Тип      | Колишні назви     | Місцевість | Рік затв. | Джерела |
| ------------------------ | -------- | ----------------- | ---------- | --------- | ------- |
| Академіка Ремесла Василя | вулиця   | Островського      |            | 2016      | В, РММР |
| Батури Василя            | вулиця   |                   |            |           | В       |
| Безіменний               | проїзд   |                   |            |           | В       |
| Бібліотечний             | провулок | Чемериса          |            | 2016      | В, РММР |
| Благовіщенська           | вулиця   | Комсомольська     |            | 2016      | В, РММР |
| Богуславська             | вулиця   | Орджонікідзе      |            | 2016      | В, РММР |
| Будівельників            | вулиця   | Міжколгоспна      |            | 2016      | В, РММР |
| Бузницького Олександра   | вулиця   |                   |            |           | В       |
| Ватутіна Миколи          | вулиця   |                   |            |           | В       |
| Вершути                  | вулиця   | Терешкової        |            | 2016      | В, РММР |
| Вишнева                  | вулиця   | Дзержинського     |            | 2016      | В, РММР |
| Володимира Великого      | вулиця   | Енгельса          |            | 2016      | В, РММР |
| Гагаріна Юрія            | вулиця   |                   |            |           | В       |
| Героїв Небесної Сотні    | вулиця   | Горького          |            | 2016      | В, РММР |
| Гетьманська              | вулиця   | Фрунзе            |            | 2016      | В, РММР |
| Гоголя Миколи            | вулиця   |                   |            |           | В       |
| Гоголя Миколи            | провулок |                   |            |           | В       |
| Грушевського Михайла     | вулиця   | Ліхачова          |            | 2016      | В, РММР |
| Данила Галицького        | вулиця   | Карла Маркса      |            | 2016      | В, РММР |
| Дачний                   | провулок | Пролетарський     |            | 2016      | В, РММР |
| Деркача                  | вулиця   |                   |            |           | В       |
| Елеваторна               | вулиця   |                   |            |           | В       |
| Елеваторний              | провулок |                   |            |           | В       |
| Енергетиків              | вулиця   |                   |            |           | В       |
| Залізнична               | вулиця   |                   |            |           | В       |
| Заслонова Костянтина     | вулиця   |                   |            |           | В       |
| Захарченка Григорія      | вулиця   |                   |            |           | В       |
| Зеленого Мирона          | вулиця   | Будьонного        |            | 2016      | В, РММР |
| Зеленого Мирона          | провулок | Будьонного        |            | 2016      | В, РММР |
| Канівська                | вулиця   | Колгоспна         |            | 2016      | В, РММР |
| Канівський               | провулок | Колгоспний        |            | 2016      | В, РММР |
| Київська                 | вулиця   |                   |            |           | В       |
| Кібенка                  | вулиця   |                   |            |           | В       |
| Клубний                  | провулок |                   |            |           | В       |
| Козацька                 | вулиця   | Щорса             |            | 2016      | В, РММР |
| Кондратовича Микити      | вулиця   |                   |            |           | В       |
| Конституції              | вулиця   | Нової Конституції |            | 2016      | В, РММР |
| Корсунська               | вулиця   |                   |            |           | В       |
| Корсунський              | провулок |                   |            |           | В       |
| Коцюбинського Михайла    | вулиця   |                   |            |           | В       |
| Красилівська             | вулиця   | Піонерська        |            | 2016      | В, РММР |
| Леваневського Сигізмунда | вулиця   |                   |            |           | В       |
| Лермонтова Михайла       | вулиця   |                   |            |           | В       |
| Лесі Українки            | вулиця   |                   |            |           | В       |
| Литвиненка Трохима       | вулиця   |                   |            |           | В       |
| Лісова                   | вулиця   |                   |            |           | В       |
| Ломоносова Михайла       | вулиця   |                   |            |           | В       |
| Матросова Олександра     | провулок |                   |            |           | В       |
| Мазепи Івана             | вулиця   | Котовського       |            | 2016      | В, РММР |
| Миру                     | вулиця   |                   |            |           | В       |
| Михайлівська             | вулиця   | Червоноармійська  |            | 2016      | В, РММР |
| Мічуріна Івана           | вулиця   |                   |            |           | В       |
| Набережна                | вулиця   |                   |            |           | В       |
| Незалежності             | вулиця   |                   |            |           | В       |
| Некрасова Миколи         | вулиця   |                   |            |           | В       |
| Паризької Комуни         | вулиця   |                   |            |           | В       |
| Перемоги                 | вулиця   | 40-річчя Перемоги |            | 2016      | В, РММР |
| Першотравнева            | вулиця   |                   |            |           | В       |
| Петровського Миколи      | вулиця   |                   |            |           | В       |
| Польова                  | вулиця   |                   |            |           | В       |
| Полуботка Павла          | вулиця   | Лазо              |            | 2016      | В, РММР |
| Попова Олександра        | вулиця   |                   |            |           | В       |
| Пушкіна Олександра       | вулиця   |                   |            |           | В       |
| Привокзальний            | провулок |                   |            |           | В       |
| Радонова                 | вулиця   |                   |            |           | В       |
| Садовий                  | провулок | Петровського      |            | 2016      | В, РММР |
| Сковороди Григорія       | вулиця   | Маяковського      |            | 2016      | В, РММР |
| Слободяника Вадима       | вулиця   | Чапаєва           |            | 2016      | В, РММР |
| Слободяника Вадима       | провулок | Чапаєва           |            | 2016      | В, РММР |
| Соборності               | вулиця   | Леніна            |            | 2016      | В, РММР |
| Сонячна                  | вулиця   | Жовтнева          |            | 2016      | В, РММР |
| Старченка Василя         | вулиця   |                   |            |           | В       |
| Стельця                  | вулиця   |                   |            |           | В       |
| Сухомлинського Василя    | вулиця   | Калініна          |            | 2016      | В, РММР |
| Толстого Лева            | вулиця   |                   |            |           | В       |
| Трансформаторна          | вулиця   |                   |            |           | В       |
| Тургенєва Івана          | вулиця   |                   |            |           | В       |
| Франка Івана             | вулиця   |                   |            |           | В       |
| Франка Івана             | провулок |                   |            |           | В       |
| Черненка Максима         | вулиця   | Радянська         |            | 2016      | В, РММР |
| Чехова Антона            | вулиця   |                   |            |           | В       |
| Чкалова Валерія          | вулиця   |                   |            |           | В       |
| Шевченка Тараса          | вулиця   |                   |            |           | В       |
| Шевченка Тараса          | провулок |                   |            |           | В       |
| Шкільний                 | провулок |                   |            |           | В       |
| Яблунева                 | вулиця   | Кірова            |            | 2016      | В, РММР |